# Amerikansk väggört
Amerikansk väggört (Parietaria pensylvanica) är en nässelväxtart som beskrevs av Henry Ernest Muhlenberg och Carl Ludwig von Willdenow. Amerikansk väggört ingår i släktet väggörter, och familjen nässelväxter. Inga underarter finns listade i Catalogue of Life.

## Bildgalleri

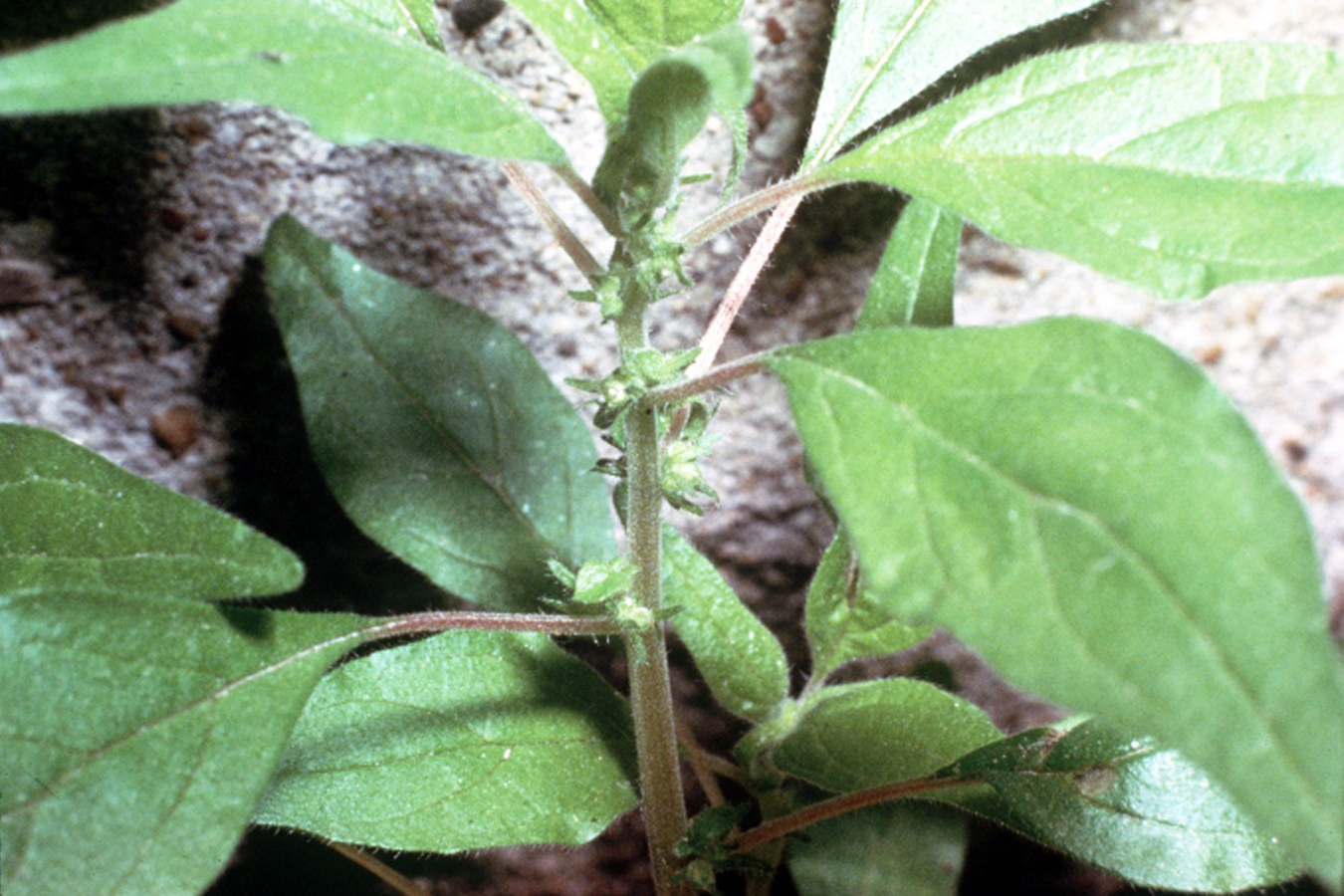